# راشد الغنوشي

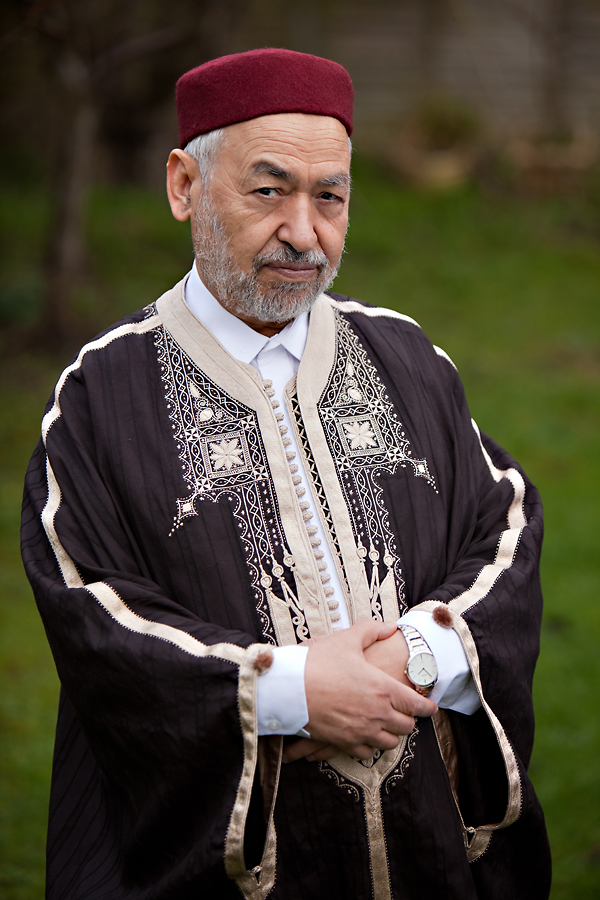
راشد الغنوشي في 2014

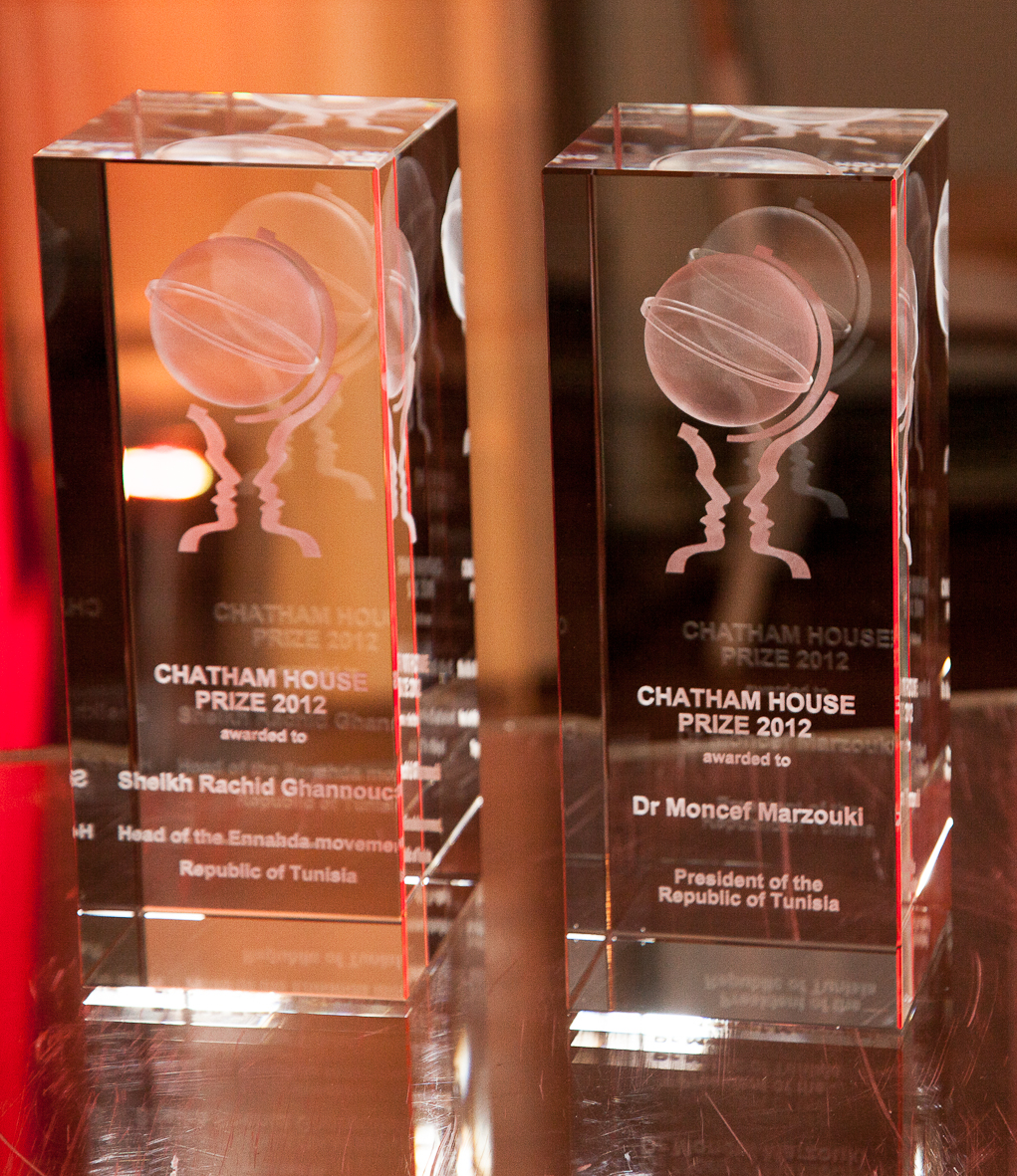
جائزة شاثام هاوس لسنة 2012 التي تلقاها راشد الغنوشي ورئيس الجمهورية التونسية السيد المنصف المرزوقي.

راشد الغنوشي أو راشد الخريجي،(ولد في 22 يونيو 1941 بالحامة)، هو سياسي ورجل دولة وحقوقي ومفكر إسلامي تونسي، زعيم حركة النهضة التونسية كما شغل منصب رئيس مجلس نواب الشعب بين عامي 2019 و2022.

منذ بداية مسيرته السياسية في 1969، تعرض الغنوشي للاعتقال والتعذيب في الثمانينات، وحكم بالإعدام مرتين في التسعينات، مما أجبره على البقاء في المنفى في لندن لمدة 21 سنة بين 1989 و2011، عندما عاد لبلاده إثر نجاح الثورة التونسية.
يعتبر الغنوشي من أهم المفكرين المعاصرين في أوساط الإسلام السياسي، ومجددا في مواضيع الحريات والعلاقة بين الديمقراطية والإسلام، وله باعٌ طويل في الكتابات الفكرية حيث نشر أكثر من عشرين كتابا. لعب راشد الغنوشي دورا محوريا في فترة الانتقال الديمقراطي في تونس بعد الثورة، خاصة أثناء الترويكا، ثم في فترة «التوافق» التي جمعته بالرئيس الباجي قائد السبسي. 

كان الغنوشي أيضا مساعد الأمين العام لشؤون القضايا والأقليات في الاتحاد العالمي لعلماء المسلمين ونائب رئيسه، وذكرت بعض المصادر أنه كان عضو مكتب الإرشاد العام العالمي لجماعة الإخوان المسلمين.

تحصل راشد الغنوشي على العديد من الجوائز الدولية من بينها جائزة تشاتام هاوس وجائزة مجموعة الأزمات الدولية والجائزة الدولية لتعزيز القيم الغاندية للسلام وأفضل 100 مفكر لفورين بوليسي.
في 13 نوفمبر 2019، انتُخب الغنوشي رئيسا للبرلمان التونسي لكن في 25 يوليو 2021 وبسبب الأزمة السياسية في البلاد جُمدت عضويته رفقة جميع النواب بأمر رئاسي صادر عن الرئيس قيس سعيد. وفي 30 مارس 2022، وقع حل البرلمان رسميا بقرار رئاسي.
جرى اعتقاله في 17 أبريل 2023 على خلفية تصريحات اعتبرت "محرضة على الحرب الأهلية".

## السيرة الذاتية

### التكوين
زاول الغنوشي تعليمه الابتدائي في الحامة قبل أن يتحول إلى مدينة قابس لمواصلة تعليمه الثانوي. تحصل على شهادته من مدرسة قرآنية، بعد ذلك ذهب إلى تونس العاصمة ليتم دراساته في جامعة الزيتونة حتى تحصل على شهادة في أصول الدين.
بعد أن أصبح مدرسا في قفصة، درس الغنوشي سنتين قبل انتقالة إلى مصر في 1964، لإتمام دراسته في الزراعة في جامعة القاهرة، وكان آنذاك معجب بالتيار الناصري. مع ذلك، ونتيجة للصراع الدائر بين الحبيب بورقيبة وصالح بن يوسف، منعت السفارة التونسية في القاهرة الطلبة التونسيين بالبقاء في مصر. ولذلك انتقل الغنوشي إلى دمشق، تمكن الغنوشي من أخذ منحة دراسية كان يمنحها الرئيس التونسي بورقيبة للطلبة، وفي هذه الجامعة تحصل على الإجازة في الفلسفة سنة 1968. في 1965، وفي أول دراسة جامعية له، ذهب الغنوشي لرحلة لمدة ستة أشهر إلى أوروبا، حيث زار تركيا، بلغاريا، يوغسلافيا، النمسا، ألمانيا، وفرنسا. في حوار مع فرانسوا بورغا، اعتبر الغنوشي أن هذه الرحلة وهذه التجربة كشيء آخر «كان مستعدا لقبوله كنقد القومية العربية على أساس أنها غربية، ولكن ليس إسلامية».

في 1967، وفي حرب الأيام الستة جائت «الهزيمة التي تقدم الدعم الضروري للخطاب الإسلامي»، بينما حسب قوله إن «التحول إلى الإسلام قد تم فعلا». كان يتضامن مع الشخصيات الإسلامية، أساسا من الإخوان المسلمين، حيث كان قد قرأ «كتب سيد قطب ومحمد قطب وأبو الأعلى المودودي ومحمد إقبال ومالك بن نبي وأبو حامد الغزالي وابن تيمية».

تباعا لدراسته، انتقل الغنوشي لفرنسا بهدف إستكمال الدراسة في جامعة سوربون. بدأ أولا بتعلم اللغة الفرنسية مجانا في إطار التعاون مع منظمة أليانس فرانسيز، وهنا بدأ نشاطه بين الطلاب العرب والمسلمين وانظم إلى جماعة التبليغ، واهتم بمجال الوعظ في الأحياء التي تحتوي على مهاجرين شمال أفريقيين.

### النشاط الإسلامي
في نهاية السنوات 1960، دخل الغنوشي تونس أين أخذ بورقيبة تدابير لنصب العلمانية في المجتمع. ولكن قام بورقيبة بتغيير النظام التعليمي لمزيد دعم الدراسة الدينية لمواجهة التوجهات الماركسية في الحركات النقابية والجامعية بعد أن طلب النائب يوسف الرويسي، والمهندس بشير الصديقي، وأستاذ الفلسفة هند شلبي، الذي ينتمون ثلاثتهم الحزب الاشتراكي الدستوري، بمزيد التركيز على زيادة أهمية المصادر الإسلامية في البلاد. ومنذ السنوات 1970، سمحت السلطات بتشيد جوامع وبيوت صلاة في الجامعات والمصانع، الدراسة الدينية أصبحت أكثر انضباطا في المناهج المدرسية، وتم تنظيم كيفية إستهلاك الكحول. في 19 يونيو 1967، وفي سياق المشاركة الاجتماعية والسياسية التقدمية، جمعية المحافظة على القرآن، التي أسستها إدارة الأديان، قدم لها إسلاميو الحزب الدستوري الاشتراكي عدة مقار للتركز فيهم ومن بينهم راشد الغنوشي وعبد الفتاح مورو وأحميدة النيفر. وهنا بدأ الغنوشي بالتدريس في المدارس الثانوية، الجامعات والمساجد، مع مجموعة من الشباب منهم عبد الفتاح مورو وحبيب المكني وصالح كركر، الذين أسسوا فيما بعد الجماعة الإسلامية.

هذه الجماعة بدأت بعقد مؤتمر لها في أبريل 1972 في مزرعة في مدينة المرناق التي تقع على بعد حوالي 20 كم عن جنوب غرب تونس. حوالي أربعين شخص حضروا هذا الاجتماع السري، بهدف السعي إلى مزيد الدخول في الحياة السياسية، وهنا كونوا بذرة وقاعدة الحركة التي ستكون رمز الإسلام السياسي في تونس في السنوات 1980، وهي حركة الاتجاه الإسلامي.

مثقفي هذه الجماعة بدأو في التعبير والإتصال مباشرة مع العامة عبر صحيفة المعرفة التي بدأت إصدارها الأول في 1974. ارتفعت نسبة طباعة هذه الصحيفة حتى 000 25 نسخة في 1979. وبهذه الطريقة، إتهم الغنوشي الرئيس الحبيب بورقيبة بأنه يحاول تركيز العلمانية في تونس بمحاربته الإسلام. هذه الوضعية تفسر أيضا بالضعف الذي يوجهه نظام حكم الحزب الواحد التابع لبورقيبة على النطاق العالمي، وأيضا بعد الاضطرابات النقابية والعمالية بعد سقوط السياسة الاشتراكية التي كان يتبعها أحمد بن صالح. راشد الغنوشي وزملائه من الجماعة الإسلامية استطاعوا الاعتماد واللجوء إلى خطاب الزعيم الليبي معمر القذافي الذي يدعو إلى الوحدة العربية، والذي يدعمها أيضا في تونس السياسي التونسي محمد المصمودي والقيادي في حركة فتح الفلسطيني صلاح خلف،[بحاجة لمصدر] وأيضا نددت الجماعة بانسحاب بورقيبة من برنامج الجمهورية العربية الإسلامية الموقع في 12 يناير 1974، وهذا ما أدى إلى منع نشر مجلة المعرفة. ولكن الغنوشي وحلفائه الإسلاميين ابتعدوا عن فكر القذافي القومي العربي مع الرئيس المصري جمال عبد الناصر، أين كان هذا الأخير يعادي الإخوان المسلمين.

### الصراعات مع السلطة

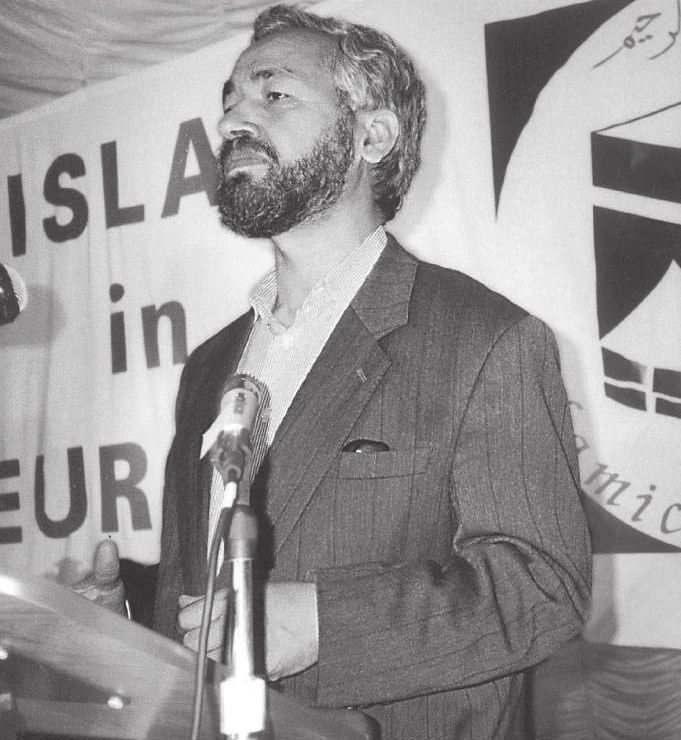
راشد الغنوشي أثناء إحدى المحاضرات ضد السلطة.

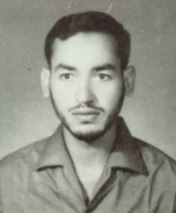
راشد الغنوشي سنة 1967.

حوكم الغنوشي عدة مرات على يد النظام التونسي الذي سبق ثورة 2011 والذي اتهمه وحركته بالعديد من التجاوزات، وكان أهمها:
- محاكمته عام 1981 وقد حكم عليه بالسجن 11 عاما.
- محاكمته عام 1987 وقد حكم عليه بالسجن مدى الحياة.
- محاكمته غيابياً عام 1991 مرة أخرى بالسجن مدى الحياة.
- محاكمته غيابياً عام 1998 بنفس الحكم السابق.

بسبب اتهامات بتورطه في أعمال «إرهابية» من قبل السلطات التونسية، كاتهامه بحرق عدة مراكز تعليمية، وخطف مسؤولين، استهدفت الحركة من قبل القضاء ووقف الغنوشي عدة مرات أمام المحاكم، وحوكم في أول مرة بأحد عشر سنة سجنا قضى منها ثلاثة سنوات من 1981 حتى 1984 بعد خروجه في إطار عفو عام، ولكنه عاد ثانية للاحتجاجات والنشاط السياسي. حوكم ثانية بالأعمال الشاقة والسجن المؤبد في 27 سبتمبر 1987. هذا الحكم لم يكن كافي بالنسبة للرئيس الحبيب بورقيبة، حيث قدم مطلبا للرفع من الحكم إلى عقوبة الإعدام. لم يتم تنفيذ هذا الحكم بسبب إنقلاب 7 نوفمبر 1987 من قبل الرئيس الجديد زين العابدين بن علي الذي أمر بإطلاق سراح الغنوشي في 14 مايو 1988، ولشكره قدم الغنوشي ثقته في بن علي أثناء حواره مع صحيفة الصباح في 17 يوليو الموالي لإطلاق سراحه. وعلاوة على ذلك، ندد الغنوشي بالعنف، وأكد أن الإسلاميين لن يخترقو الجيش والشرطة، واعترف بقانونية مجلة الأحوال الشخصية حيث قال «أنها في مجملها، إطار نقي ينظم العلاقات العائلية». بالمقابل، قال صالح كركر، أحد أبرز قادة حركة النهضة، أن الحركة كانت ستقوم بانقلاب في 8 نوفمبر المقبل عبر أنصارها الذين إخترقوا الجيش وقال:

«أنصار حركة الإتجاه الإسلامي المنتمون للجيش، كانوا يحضرون لانقلاب مقرر في 8 نوفمبر المقبل. هذا القرار كان قد أصدر من قبل المكتب السياسي للحركة الإسلامية [...] لم يكن لدينا خيار أخر [...] النظام أعلن علينا الحرب»[بحاجة لمصدر].

في 1994، فسر الغنوشي تحضير محاولة الانقلاب هذه بالطريقة التالية:

«أما بالنسبة للمحاولة [الانقلاب] العسكرية، كانت محاولة للتعامل ضد هذا النظام الذي كان يريد القضاء على الحركة [...] هذا المخطط [محاولة الانقلاب] كان قد أتخذ خارج إطار الحركة الذي كانت معظم مؤسساتها مشتتة وغائبة، وأيضا بعض إداريي الحركة كانوا مورطين في هذه الخطة»[بحاجة لمصدر].

أمام السياسة الجديدة، قدم الغنوشي في بداية 1989 طلبا بأن تصبح حركة الاتجاه الإسلامي قانونية قبل أن يغير اسمها بعد ذلك لحركة النهضة، ولكن تم رفض هذا الطلب في شهر يونيو من نفس السنة.

### المنفى
غادر راشد الغنوشي إلى الجزائر العاصمة في 11 أبريل 1989 بعد صراعات مع السلطة وبعض المسؤولين في الدولة. ذهب بعد ذلك الغنوشي للسودان، حيث تحصل على جواز سفر سوداني دبلوماسي وفي نفس الوقت أصبح رئيسا لحركة النهضة سنة 1991. في نفس السنة استقر راشد الغنوشي في مدينة أكتون في ضواحي العاصمة لندن، وتحصل على حق اللجوء السياسي في أغسطس 1993، قبل هذا حكمت عليه المحكمة العسكرية بتونس غيابيا في 28 أغسطس 1992 مع قيادات أخرى من حركة النهضة بالسجن مدى الحياة بتهمة التآمر على وضد رئيس الدولة. 

أثناء فترة نفيه من تونس، منعت عدة دول الغنوشي من الدخول إليها مثل الولايات المتحدة، مصر، لبنان. في مارس 1995، طرد الغنوشي من إسبانيا أثناء مشاركته في ندوة دولية عقدت في قرطبة حول الإسلام وعلاقته بالحداثة. وبقي راشد الغنوشي في المنفى حوالي 21 سنة.

### غزو الكويت
ارتبط موقفه بموقف تنظيم الإخوان المسلمين الدولي الذي يقال أنه كان مؤيدا لغزو الكويت وعدم تدخل القوات الأجنبية في تحرير الكويت، وذلك بتصريح من تركي الفيصل في عده مقابلات له على برنامج الصندوق الأسود وأيضا على قناة روتانا. حيث ذكر أنه اجتمع الأمير نايف مع راشد الغنوشي وعبد المجيد الزنداني وحسن الترابي وعبد الرحمن خليفة ونجم الدين أربكان وبعد ذلك قابلوا الرئيس العراقي صدام حسين ليغادروا لاحقًا إلى الاردن حيث أدلوا بتصريح مؤيد لاحتلال العراق للكويت ومناهض لاستخدام القوات الأجنبية في تحرير الكويت
كما ذكر الأمير نايف بن عبد العزيز هذا التصريح في جريدة السياسة.

### العودة
عاد راشد الغنوشي إلى تونس في 30 يناير 2011 بعد الثورة التونسية التي أدت إلى سقوط الرئيس زين العابدين بن علي وبعد أكثر من 21 سنة من النفي واللجوء السياسي في بريطانيا، وكان قد استقبله عشرات الآلاف من أنصار حركة النهضة في مطار تونس قرطاج الدولي.

عندما عاد الغنوشي إلى تونس قال أنه لن يترشح للرئاسة، وأولويته هو إعادة إنشاء حركة النهضة. 

في شهر يناير 2014، أعلن الجنرال أحمد شابير مدير المخابرات العسكرية السابق في حوار تلفزي أن معلومات استخباراتية أكدت رجوع الغنوشي إلى تونس في 9 يناير 2011 أي قبل سقوط بن علي بأيام، ولذلك اجتمعت المخابرات والجيش واتفقوا على تحويل وجهة الغنوشي إلى مطار النفيضة الحمامات الدولي وذلك تجنبا لمزيد تعكير الأجواء في العاصمة أثناء الثورة التونسية.

### ما بعد العودة

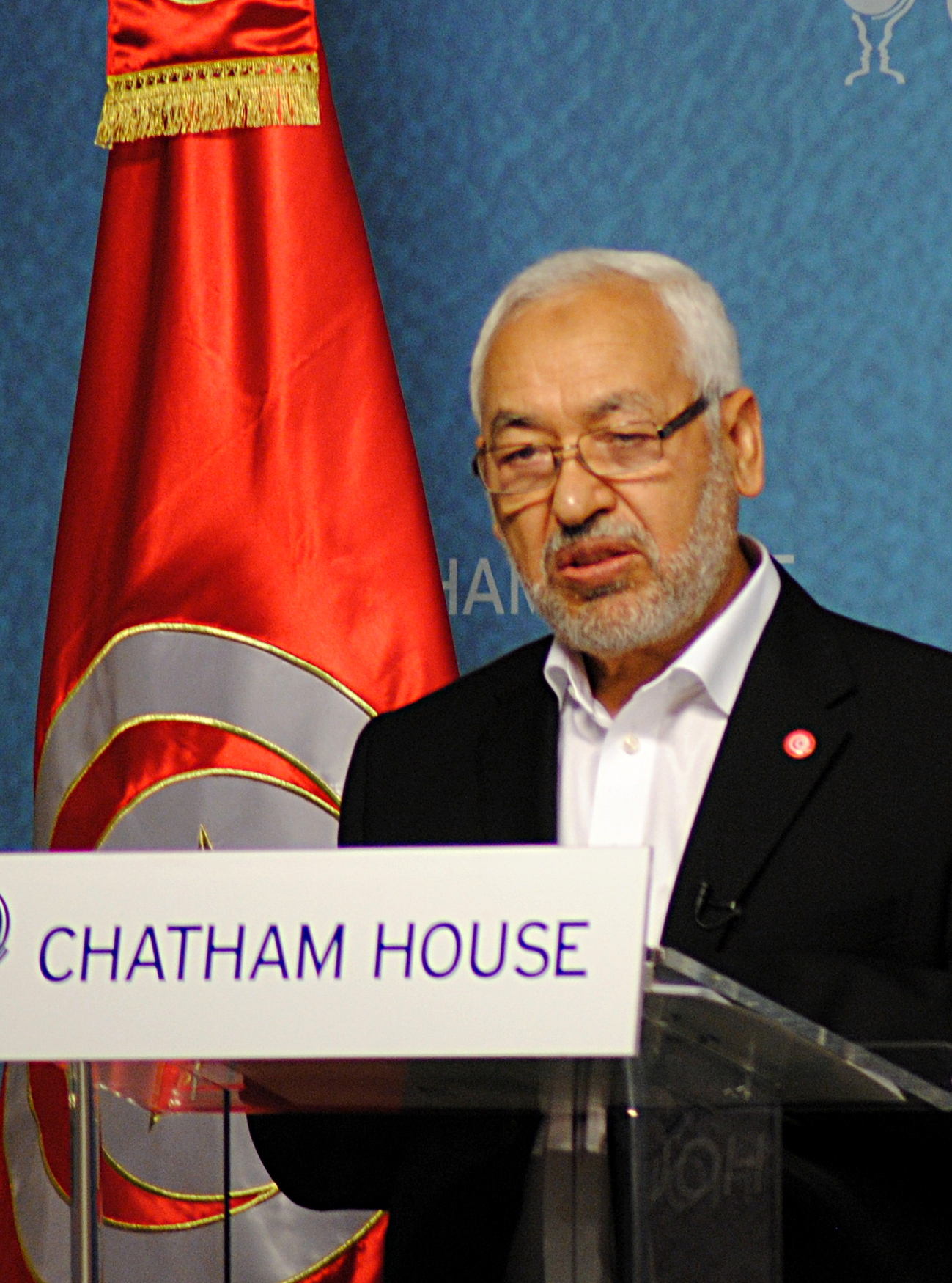
راشد الغنوشي في شاثام هاوس في أبريل 2013.

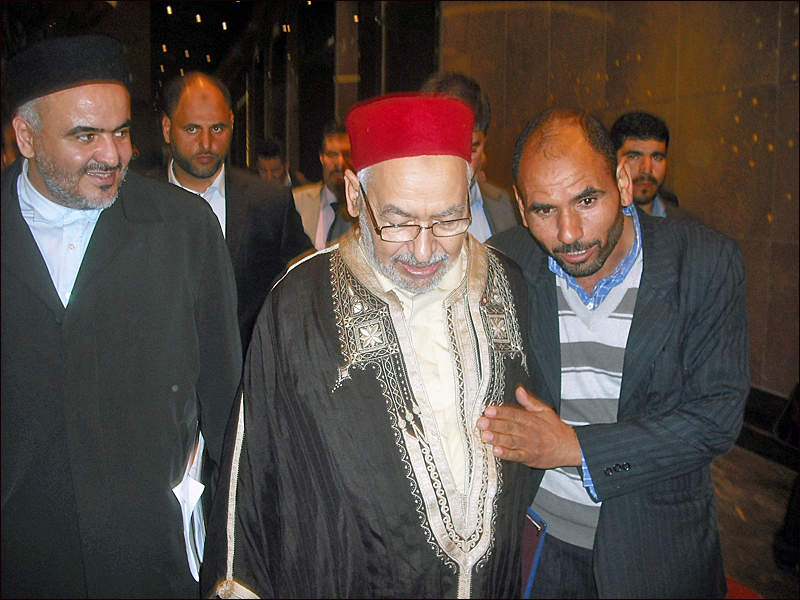
راشد الغنوشي عند زيارته إلى ليبيا في ديسمبر 2011.

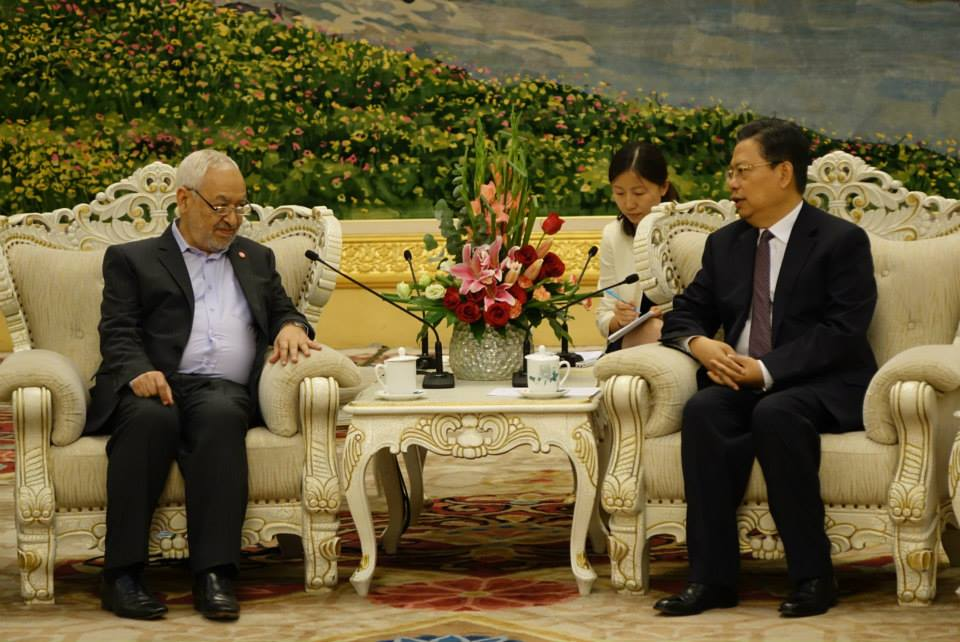
راشد الغنوشي مع عضو القيادة العليا للحزب الشيوعي الصيني وعضو المكتب السياسي ورئيس دائرة التنظيم للجنة المركزية ليو يونشان في زيارة رسمية مع وفد حركة النهضة في سبتمبر 2014.

بقي راشد الغنوشي رئيسا لحركة النهضة بعد الثورة التونسية، وبعد فوز الحركة في انتخابات المجلس الوطني التأسيسي التونسي، بقي فاعلا في المجال السياسي الخاص بالحركة. وبعد هذه الانتخابات، قال الغنوشي أنه لم يبق له شيء كثير في السياسة، وأن العالم الإسلامي واسع بما فيه الكفاية ليحاضر فيه وأن منصبه كنائب لرئيس الاتحاد العالمي لعلماء المسلمين كافي.

يذكر أن زيارات راشد الغنوشي للخارج بعد فوز حركته بالانتخابات التشريعية تضاعفت مثل زياراته إلى الجزائر وليبيا وقطر ومصر وتركيا أين يتم إستقباله في هذه البلدان خاصة من أعلى المسؤولين، وكذلك زار فرنسا وبريطانيا والولايات المتحدة.

التقى راشد الغنوشي عند زيارته إلى ليبيا بالقائد العسكري عبد الحكيم بلحاج، أمير الجماعة الليبية المقاتلة، وقائد المجلس العسكري في طرابلس، وكذلك متعاون مع المجلس الوطني السوري.

فاز راشد الغنوشي مع الرئيس التونسي المنصف المرزوقي بجائزة شاثام هاوس الملكية البريطانية لحرية الفكر والتعبير في 2012.

يحظى راشد الغنوشي بمكانة هامة لدى الأوساط الإسلامية في العالم ويقدم عدة محاضرات أثناء المؤتمرات الإسلامية والدينية.

منحته مؤسسة «ابن رشد للفكر الحر»، التي تتخذ من برلين مقرا لها جائزتها لعام 2014 استلم الغنوشي الجائزة رسميا في برلين في 5 ديسمبر 2014.

ذهب الغنوشي في 7 مايو 2015 إلى مدينة ملطية في تركيا أين استقبله مسؤولو المدينة، وجائت هذه الزيارة في معرض للكتاب أقيم له أين ترجم 7 كتب له للتركية وذلك للمرة الثانية بعد الثورة، وألقى عدة كلمات الأولى في قاعة مغطاة مع المسؤولين الأتراك حضرها المئات من المواطنين، والثانية في اجتماع شعبي لحزب العدالة والتنمية حضره الآلاف وذلك إلى جانب رئيس الوزراء أحمد داوود أوغلو أين ألقيا معا كلمتين في الاجتماع الشعبي. 

تلقى دعوة من قبل الحكومة الهندية لزيارة الهند مع وفد من حركة النهضة، وقاموا بزيارة عدة هيئات ومؤسسات والتقوا بعدة سياسيين من الحكومة وذلك في أبريل 2015. وواصل في 2015 زياراته لإلقاء المحاضرات في الخارج في الولايات المتحدة وأثيوبيا والهند.

عقب الانتخابات التشريعية التركية نوفمبر 2015 وفوز حزب العدالة والتنمية بأغلبية مطلقة في البرلمان، قام الغنوشي بزيارة تركيا في نوفمبر 2015، وقام بإلقاء محاضرة لدى جمعية رجال الأعمال والصناعيين المستقلين (MÜSİAD)، بعد ذلك قام بلقاء الرئيس التركي السابق عبد الله غل في مكتبه أين قام فريق الرئيس السابق ووفد الغنوشي الذي من بينه رفيق عبد السلام ولطفي زيتون ورياض بالطيب وعادل الدعداع، وبعد ذلك قامو بلقاء الرئيس التركي رجب طيب أردوغان أين صلوا صلاة الجمعة مع بعض، ثم توجهوا لقصر الرئاسة.

#### اعتذار ذي ايكونوميست في 2011
في 22 أكتوبر 2011، نشرت صحيفة ذي ايكونوميست على موقعها اعتذاراً عن مقال سابق نسبت فيه أقوالاً غير صحيحة للغنوشي.  زعم المقال الأصلي أن الغنوشي «ضد قانون الأحوال الشخصية الليبرالي في تونس وضد منعه لتعدد الزوجات».  كما زعم المقال كذلك أن الغنوشي «هدد بشنق رجاء بن سلامة، إحدى ناشطات الحركة النسوية في تونس، في ساحة الباساج لأنها طالبت بأن تستند قوانين البلاد الجديدة إلى الإعلان العالمي لحقوق الإنسان».
ورد في نص اعتذار ذي ايكونوميست: «نحن نقبل بأن أياً من هذين التصريحين صحيح:  السيد الغنوشي قال بكل وضوح أنه يقبل بقانون الأحوال الشخصية وهو لم يهدد أبداً بشنق السيدة بن سلامة.  نحن نعتذر له بدون أي تحفظات.»

#### المسيرة البرلمانية
تزعم الغنوشي قائمة حزبه (حركة النهضة) في الإنتخابات التشريعية 2019 وتحصلت القائمة على المرتبة الأولى بحوالي 30 ألف صوت (3 مقاعد في البرلمان). وفي 13 نوفمبر 2019، انتُخب راشد الغنوشي رئيسا لمجلس نواب الشعب بعد أن دعمه منافسه حزب قلب تونس. وحصل الغنوشي على 123 صوتا من مجموع 217 ليشغل أول منصب رسمي له منذ عودته من منفاه في لندن عام 2011 عقب ثورة أنهت حكم الرئيس السابق زين العابدين بن علي.
ومنذ توليه رئاسة البرلمان، دخل الغنوشي في صراع مع المعارضة متمثلة في رئيسة كتلة الحزب الدستوري الحر (16 نائب) عبير موسي بالإضافة إلى عدة كتل أخرى مثل الكتلة الديمقراطية (37 نائب) وقد تقدمت فعليا 4 كتل ومستقلون بلائحة لسحب الثقة من الغنوشي بعد إتهامه بسوء تسيير المجلس واستغلال منصبه لخدمة أجندات خارجية ومصالح شخصية حسب وصفهم.
لكن في 30 يوليو 2020 فشلت المعارضة في سحب الثقة من رئيس البرلمان راشد الغنوشي عقب جلسة عامة خصصت للتصويت على ذلك، حيث صوت 97 نائبا مع سحب الثقة فيما صوت 16 نائبا ضدها بيد أن سحب الثقة تستوجب موافقة 109 نائب على الأقل.
وعقب إنتهاء الجلسة وفشل عملية سحب الثقة، عقد الغنوشي مؤتمرا صحفيا قال فيه:«تونس تعيش في ديمقراطية حقيقية، الشعب فيها هو صاحب الكلمة النهائية، اليوم جددت الثقة في رئيس البرلمان..» وتابع متوجها إلى التونسيين: «أنتم صنعتم ثورة، وحافظتم عليها 10 سنوات، فلنحرص عليها، ونعض عليها بالنواجذ».

#### رفضه الإجراءات الإستثنائية 2021
في 25 يوليو 2021، أصدر الرئيس التونسي قيس سعيد أمرا رئاسيا يقضي بتعليق إختصاصات مجلس نواب الشعب ورفع الحصانة عن جميع أعضاءه بمن فيهم رئيس المجلس راشد الغنوشي الذي ظهر على شاشة قناة الجزيرة بعد سويعات من إعلان الرئيس سعيد معلنا رفضه هذه الإجراءات ووصفها بـ«الانقلاب على الدستور والثورة والحريات في البلاد»، وفق توصيفه.
وفي 22 سبتمبر 2021، أصدر الرئيس قيس سعيد مرسوما رئاسيا يقضي بتدابير استثنائية جديدة بحيث يتواصل رفع الحصانة البرلمانية عن جميع أعضاء مجلس نواب الشعب ويوضع حد لكافة المنح والامتيازات المسندة لرئيس البرلمان راشد الغنوشي وأعضاء المجلس.
وفي نوفمبر 2021، أكد راشد الغنوشي رئيس البرلمان المعلقة إختصاصاته، في حوار لصحيفة الصباح التونسية، أنه لن يتردد في الاستقالة من رئاسة البرلمان «إن كان الحل في الاستقالة»، داعيا سعيّد إلى احترام الدستور. كما قال الغنوشي إنه شعر بـ«صدمة كبيرة وهو ما دفعني وقتها لوصف ما يحدث بكونه انقلابا كامل الأركان. في المساء ذهبت إلى المجلس مع النائب الأول لرئيس البرلمان سميرة الشواشي، فما راعني إلا أن وجدت دبابة أمام باب البرلمان وكأننا في حالة حرب». مضيفا: "طلبنا من الضابط أن يفتح الأبواب.. إلا أنه رفض وتعلل بالتعليمات. وقد كانت صورة مسيئة لتونس ولنا جميعا أن نقف أمام دبابة وهو ما أظهرنا أمام العالم أننا إزاء انقلاب سافر".
اعترف راشد الغنوشي في مقال له نشرته صحيفة «الرأي العام»،  الخميس 18 نوفمبر 2021، بعدد من الأخطاء التي ارتكبها وحزبه خلال السنوات العشر الأخيرة خاصة في مايتعلق بإدارة الحكم وهندسة التحالفات الحكومية والحزبية، كما تعرّض إلى ملابسات وأسباب ما جدّ يوم 25 يوليو 2021 معتبرا تلك القرارات «معبّرة عن إرادة شعبية صادقة متعطّشة إلى التغيير، ضائقة ذرعا بالحكومة وحزامها»، لكنه عبّر عن خشيته من أن تكون تلك القرارات «بداية حكم عسكري مقنّع على طريقة أمريكا اللاتينية أو سافر على الطريقة العربية الإفريقية».
في 30 مارس 2022، انتهت فترة رئاسة الغنوشي للبرلمان مع إعلان الرئيس قيس سعيد حل مجلس نواب الشعب لأول مرة في تاريخه.
وعلى إثر اندلاع الأزمة السياسية بالبلاد، جرى ملاحقة راشد الغنوشي قضائيا في عدة قضايا من بينها:
- قضية «الجهاز السري» لحركة النهضة: أصدر قاضي التحقيق بالمحكمة الابتدائية بأريانة قرارا بتحجير السفر عن جميع المشمولين بالبحث فيما يعرف إعلاميا بقضية «الجهاز السري» لحركة النهضة ومن بينهم رئيس الحركة راشد الغنوشي.[50] وتتمحور هذه القضية حول اتهام حزب النهضة بتكوين جناح عسكري يسمى بالجهاز السري، تولى منذ عام 2011 اختراق أجهزة الدولة والتورط في اغتيالات سياسية، حسب ما ذكره معارضون للحركة،[51] وهو ما نفاه الغنوشي معتبرا إياها مجرد «فرقعة إعلامية».[52]

- قضية «جمعية نماء تونس»: وهي قضية تتعلق بـ«وجود شبهة تسجيل عمليات مالية مسترابة في هذه الجمعية، ورصد تدفقات مالية هامة لا تتماشى مع نشاطها المصرح به» حسب ما صرحت به وزارة الداخلية التونسية،[53] وقد جرى استدعاء الغنوشي على ذمة التحقيق واستنطاقه بتاريخ 19 يوليو 2022. وبعد جلسة تحقيق استمرت لأكثر من 9 ساعات، قرر قاضي التحقيق بالقطب القضائي لمكافحة الارهاب الابقاء عليه في حالة سراح مع تحجير السفر عليه.[54][55][56]
- قضية «تسفير التونسيين إلى بؤر التوتر»: في 19 سبتمبر 2022، مثّل راشد الغنوشي رئيس حركة النهضة ونائبه علي العريض أمام «الوحدة الوطنية للبحث في جرائم الإرهاب» في ثكنة بوشوشة بالعاصمة تونس للتحقيق معهما في مزاعم شبهات التورّط في شبكات التسفير إلى بؤر التوتر (سوريا، ليبيا، وغيرهما).[57] وبعد ساعات قضاها الغنوشي في انتظار التحقيق معه، قررت النيابة العمومية تأجيل سماعه إلى يوم غد (20 سبتمبر) بينما تقرر الاحتفاظ بالعريض واحالته على القطب القضائي لمكافحة الارهاب.[58][59] لاحقا، تقرر الابقاء على الغنوشي في حالة سراح مع تأجيل الجلسة إلى شهر نوفمبر 2022.[60]
- قضية «أنستالينغو»: بعد نحو 14 ساعة من الإستنطاق، قرر قاضي التحقيق بالمحكمة الإبتدائية سوسة 2، الجمعة 11 نوفمبر 2022، الإبقاء على رئيس حركة النهضة راشد الغنوشي في حالة سراح مع تحجير السفر عليه.[61] وكانت النيابة العمومية قد طلبت من قاضي التحقيق إصدار بطاقة إيداع في شأن الغنوشي في قضية تتعلق بتعاملات ماليّة مشبوهة لشركة إنتاج للمحتوى الرقمي متهمة بـ«التآمر على أمن الدولة» و«التحريض على العنف» و"الإساءة إلى الرئيس قيس سعيد".[62][63] بينما أكد سامي الطريقي، محامي الغنوشي، أن موكله «لا علاقة له بشركة أنستالينغو ولا يعرفها».[64][65]

## اعتقاله
أعلنت حركة النهضة مساء الاثنين 17 أبريل 2023، تفتيش منزل رئيسها راشد الغنوشي ثم إيقافه، بينما أكد مسؤول أمني لوكالة تونس افريقيا للأنباء، أن إيقاف الغنوشي جرى إثر صدور مذكرة إيقاف من النيابة العمومية بالقطب القضائي لمكافحة الإرهاب على خلفية قضية تتعلق بتصريحات تحريضية كان أدلى بها، وفق قوله. في حين قالت حركة النهضة في بيان لها أن "فرقة أمنية داهمت منزل الغنوشي واقتادته إلى جهة غير معلومة دون احترام لأبسط الإجراءات القانونية".
وأكدت وسائل إعلام أن قرار إيقاف راشد الغنوشي للتحقيق معه، كان على خلفية تسريب مقطع فيديو لمحادثة جمعت بينه وبين قيادات من جبهة الخلاص الوطني، اعتبر في فحواها أنّ "ابعاد الإسلام السياسي أو اليسار أو أي مكون في تونس مشروع لحرب أهلية".
أصدر قاضي التحقيق بالمحكمة الابتدائية بتونس فجر الخميس 20 أبريل 2023، بطاقة إيداع بالسجن في حق راشد الغنوشي رئيس حركة النهضة بتهمة ''التآمر على أمن الدولة الداخلي وتدبير الاعتداء المقصود به تبديل هيئة الدولة وحمل السكان على مهاجمة بعضهم البعض". وباعتباره من "ذوي الشبهة" (وفق تصريح الناطق باسم المحكمة الابتدائية سوسة 2)، فقد قرر قاضي التحقيق، الثلاثاء 9 مايو 2023، إيداع راشد الغنوشي رئيس حركة النهضة السجن في ما يعرف بقضية "أنستالينغو". وكان قد أعلن محامو الغنوشي مقاطعة موكلهم حضور جلسات التحقيق معه.
في 9 يونيو 2023، أصدر قاضي التحقيق بالمحكمة الابتدائية بأريانة بطاقة إيداع بالسجن في حق راشد الغنوشي على ذمة ما يعرف إعلاميا بقضية "الجهاز السري لحركة النهضة" وهي البطاقة الثالثة التي تصدر في حق الغنوشي.
في 1 فبراير 2024 أصدرت الدائرة الجنائية المختصة في قضايا الفساد المالي بالمحكمة الابتدائية في تونس العاصمة حكما بالسجن ثلاث سنوات على رئيس حركة النهضة راشد الغنوشي، مع النفاذ العاجل، بتهمة تلقي تلقي تمويل أجنبي، خلال انتخابات 2019.
أصدرت محكمة تونسية، الأربعاء 5/2/2025 حكم قضائي مشدد بتهمة "المساس بأمن الدولة" حيث حُكم على الغنوشي الموقوف في قضايا أخرى، بالسجن 22 عاما 

### ردود الفعل
- الإتحاد الأوروبي: أعرب الإتحاد الأوروبي عن قلقه البالغ إزاء "آخر المستجدات" في تونس ومن بينها اعتقال راشد الغنوشي رئيس حركة النهضة وإغلاق مقر الحزب. كما أكد الإتحاد أنه "وفي انتظار المعلومات الرسمية حول أسباب هذا الاعتقال" فإنه يشدد على ضرورة احترام مبدأ التعددية السياسية والديمقراطية وحقوق الإنسان.[81]
- فرنسا: في إجابة على سؤال حول رد فعل فرنسا على اعتقال راشد الغنوشي؟، ردت وزارة الخارجية الفرنسية بأن الإعتقال يأتي ضمن موجة اعتقالات "مقلقة". كما أعربت عن تمسكها بحرية التعبير واحترام سيادة القانون. ودعت السلطات التونسية إلى ضمان احترام استقلالية القضاء.[82]
- جماعة الإخوان المسلمين: أدانت الجماعة في بيان صدر الثلاثاء 18 أبريل 2023، اعتقال "المفكر الإسلامي الكبير ورئيس البرلمان التونسي ورئيس حزب النهضة الأستاذ راشد الغنوشي" كما طالبت بالإفراج الفوري عنه وفق نص بيانها.[83]

## دوره في القضية الفلسطينية
حلم الغنوشي بأنه سيساهم في تعبئة الطاقات نحو بيت المقدس[بحاجة لمصدر]، وله العديد من المقالات تأييداً للجهاد والمقاومة في فلسطين، وتأييداً لحركة المقاومة الإسلامية حماس، "وقد أشاد بأداء حركة المقاومة الإسلامية "حماس" وبانجازاتها على الأرض، وأكد أن مسارها في المقاومة يحمي القضية الفلسطينية من الضياع[بحاجة لمصدر]، حيث قال بأن منظمة التحرير الفلسطينية دخلت نفق المفاوضات.
وأشار الغنوشي إلى أن «حماس» مثلما أنقذت المشروع الوطني الفلسطيني من الضياع الذي قادته إليه منظمة التحرير الفلسطينية كذلك أعطت الشرعية للحركة الإسلامية، وقال: «حركة حماس أعطت شرعية للحركة الإسلامية، صحيح أنها بنت للحركة الإسلامية ولكنها بنت مباركة، وهي إضافة نوعية لها، وجعلت من الحركة الإسلامية تؤوي أهم قضية وتحمل راية تحرير المسجد الأقصى وفلسطين، لأنه ومنذ ولدت القضية الفلسطينية فكل من حمل رايتها قاد الأمة، فهكذا هو حال جمال عبد الناصر الذي حملها فقاد الأمة ولما سقطت من يده حملها عرفات ولما سقطت من يده انتقلت الراية إلى الأيدي المتوضئة فأصبحت الحركة الإسلامية من خلال حماس تقود الشارع الإسلامي، وهي بذلك أعطت الشرعية للحركة الإسلامية».[انحياز] 

وأوضح الغنوشي في تصريحات لوكالة قدس برس أن نهج حركة حماس في المقاومة أعاد الأمل للأمة الإسلامية، وأعاد الحياة للقضية الفلسطينية في نفوس الأمة. " 

شارك في أسطول الحرية، وقال فيه: "ولم يكن صدفة أن يؤقّت الصهاينة هجومهم على أسطول الحرية بصلاة الفجر رغم وجود غير مسلمين، ولكن من الواضح أن الإسلام هو العمود الفقري الذي يقود معارك الأمة الكبرى اليوم وفيما يستقبل، فهذا زمن الإسلام وحلفائه، وكأنّ مؤذّن الكون يؤذّن [هود: 41، 42].

## جوائز
- 2011: الأول في قائمة أفضل 100 مفكر في العالم بالتشارك مع آخرين من قبل فورين بوليسي.[86]
- 2012: جائزة تشاتام هاوس المقدمة من قبل المعهد الملكي للشؤون الدولية في بريطانيا، وتلقاها مع الرئيس المنصف المرزوقي.[87]
- 2014: جائزة ابن رشد للفكر الحر من قبل مؤسسة ابن رشد للفكر الحر في ألمانيا.[88]
- 2014: اختارته مجلة جون أفريك من بين أكثر 50 أفريقي تأثيرا في العالم.[89]
- 2015: جائزة في السعي لجائزة السلام (In Pursuit of Peace Award) في فئة جائزة المؤسسين (Founder's Award) من قبل مجموعة الأزمات الدولية وتلقاها مع الرئيس الباجي قائد السبسي.[90]
- 2015: العضوية الفخرية بجامعة عليكرة الإسلامية في الهند.[91]
- 2016: الجائزة الدولية لتعزيز القيم الغاندية للسلام من قبل مؤسسة جمنالال بجاج في الهند.[92]
- 2017: الدكتوراه الفخرية من الجامعة الإسلامية العالمية بماليزيا.[93]
- 2018: صنفته Global Influence ضمن قائمة الشخصيات العربية الأكثر تأثيرا.[94]

## الزيارات والمحاضرات الخارجية
- 16 يونيو 2011: محاضرة حول «الثورات العربية والحركة الإسلامية» في مركز الدراسات الديمقراطية في جامعة وستمنستر في لندن في بريطانيا.
- 21 يونيو 2011: محاضرة حول «الثورة التونسية وتحديات المرحلة» في البرلمان البريطاني في لندن في بريطانيا.
- 28 سبتمبر 2011: محاضرة حول «دور الحركات الإسلامية في التحولات السياسية» في جامعة روما سابينزا في روما في إيطاليا.
- 26 يناير 2012: محاضرة حول «الديمقراطية» في دافوس في سويسرا.
- 30 أبريل 2012: محاضرة حول «مقاصد الشريعة في الإسلام» في فيرونا في إيطاليا.
- 1 يونيو 2012: محاضرة حول «التحالف بين الحضارات والمتغيرات السياسية الدولية» في إسطنبول في تركيا.
- 29 نوفمبر 2012: محاضرة حول «تعميق الديمقراطية في دول الربيع العربي في مركز الدراسات الديمقراطية» في جامعة وستمنستر في لندن في بريطانيا.
- 31 مايو 2013: محاضرة حول «مستقبل تونس» في مؤسسة بروكينغز في واشنطن في الولايات المتحدة.
- 24 فبراير 2014: محاضرة حول «الانتقال الديمقراطي» في مركز الدراسات الإستراتيجية الدولية في واشنطن في الولايات المتحدة.
- 25 فبراير 2014: محاضرة حول «التجربة الديمقراطية التونسية» في المؤسسة الوطنية للديمقراطية في واشنطن في الولايات المتحدة.
- 25 فبراير 2014: محاضرة حول «الربيع العربي وتجربة الانتقال الديمقراطي» في كلية إدموند والش للخدمة الخارجية في جامعة جورجتاون في واشنطن في الولايات المتحدة.
- 26 فبراير 2014: محاضرة حول «النموذج التونسي للتحول الديمقراطي» في مؤسسة كارنيغي للسلام الدولي في واشنطن في الولايات المتحدة.
- 27 فبراير 2014: محاضرة حول «النموذج التونسي» في مجلس العلاقات الخارجية في نيويورك في الولايات المتحدة.
- 8 مارس 2014: محاضرة حول واقع المنطقة والعالم مع الربيع العربي بمناسبة ترجمة كتبه للتركية في إسطنبول في تركيا.
- 21 مارس 2014: محاضرة حول «التجربة التونسية في الانتقال الديمقراطي وعملية التوافق والحوار بين جميع الأطراف دون إقصاء» في بروكسل في بلجيكا.
- 2 أبريل 2014: محاضرة حول «أهمية مبدأ المواطنة كركيزة لتحقيق المساواة والوفاق» في الدوحة في قطر.
- 24 مايو 2014: محاضرة حول «تجربة الانتقال الديمقراطي في تونس» في مدريد في إسبانيا.
- 25 مايو 2014: محاضرة حول «وضع الأقليات المسلمة في الغرب ودورها بعد الربيع العربي» في المركز الثقافي الإسلامي في فالنسيا في إسبانيا.
- 26 مايو 2014: محاضرة حول «معالم النموذج التونسي للتحول اليمقراطي» في مؤسسة البيت العربي في مدريد في إسبانيا.
- 20 يونيو 2014: محاضرة حول «تجربة الانتقال الديمقراطي في تونس» في الأكاديمية الديبلوماسية الدولية في فرنسا.
- 18 سبتمبر 2014: محاضرة حول «عملية الانتقال السياسي في تونس وأوضاع الشرق الأوسط» في مركز بحوث في بكين في الصين.
- 29 سبتمبر 2014: محاضرة حول «الإسلام والديمقراطية والتطرف» في معهد السلام الأمريكي في واشنطن في الولايات المتحدة.[95]
- 1 أكتوبر 2014: محاضرة حول «معالم التجربة التونسية للانتقال الديمقراطي» في جامعة ييل في الولايات المتحدة.
- 2 أكتوبر 2014: محاضرة حول «الإسلام والديمقراطية ومستقبل العالم الإسلامي» في جامعة كولومبيا في الولايات المتحدة.
- 6 أبريل 2015: محاضرة حول «الربيع العربي والإستثناء التونسي بالمنطقة» في معهد الدراسات الدولية في جامعة دلهي في الهند.
- 7 أبريل 2015: محاضرة حول «الوضع في تونس عقب الثورة ودور حركة النهضة في إنجاح الانتقال السلمي من الوضع السابق إلى الوضع الديمقراطي» في مركز الملاحظ للأبحاث (ORF) في نيودلهي في الهند.
- 8 أبريل 2015: محاضرة حول «الثورة التونسية والانتقال الديمقراطي ودور حركة النهضة فيه بفضل سياستها في التوافق والوفاق» في جامعة عليكرة الإسلامية في الهند.
- 18 أبريل 2015: محاضرة حول «العلمانية والأصولية والعنف» في منتدى تانا الرابع رفيع المستوى حول الأمن بأفريقيا في جامعة بحر دار في أثيوبيا.
- 28 أكتوبر 2015: محاضرة حول «الديمقراطية تحت النار: هل تستطيع تونس أن تري الطريق؟» في معهد السلام الأمريكي في واشنطن في الولايات المتحدة.[96][97]
- 5 نوفمبر 2015: محاضرة حول الحريات العامة في الإسلام لدى جمعية رجال الأعمال والصناعيين المستقلين (MÜSİAD) في إسطنبول في تركيا.[98]
- 3 ديسمبر 2016: محاضرة حول «الديمقراطية والسياسة: أي دور للإسلام؟» في منتدى حوار المتوسط في وزارة الشؤون الخارجية الإيطالية.

## الدبلوماسية الشعبية
بعد الثورة التونسية في 2011 وفي إطار مسار الانتقال الديمقراطي في تونس، قامت حركة النهضة ورئيسها راشد الغنوشي بما يسمى بالدبلوماسية الشعبية لدعم هذا المسار والتعريف بالديمقراطية الناشئة في تونس، وازدادت خاصة في 2016 لحشد الدعم لمؤتمر تونس 2020 الاستثماري. قامت الحركة بعدة زيارات لقطر وتركيا والسعودية والصين وفرنسا وإيطاليا والهند أين تم تنظيم العديد من اللقاءات والمحاضرات مع الفاعلين السياسيين والاقتصاديين لدعم الاقتصاد التونسي المتمشي مع مسارها الديمقراطي الجديد.
الزيارة الرسمية للصين
ذهب راشد الغنوشي في وفد رسمي من حركة النهضة وذلك بدعوة رسمية من قبل الحزب الشيوعي الصيني بداية من 17 سبتمبر 2014 بصحبة وفد من عدة أشخاص منهم رجال أعمال أبرزهم رياض بالطيب ورفيق عبد السلام ومحمد الفريخة ولطفي زيتون. شهد اليوم الأول لقاء في قاعة الشعب الكبرى بين عضو القيادة العليا للحزب الشيوعي الصيني وعضو المكتب السياسي ورئيس دائرة التنظيم للجنة المركزية ليو يونشان، ثم قام الوفد بزيارة مقر شركة هواوي للاتصالات، واستقبل الوفد من قبل نائب رئيسها غو تيانمين، وبعدها تنقلوا لزيارة سور الصين العظيم. في اليوم الثاني من الزيارة في 18 سبتمبر 2014، قام راشد الغنوشي بإلقاء محاضرة حول «عملية الانتقال السياسي في تونس وأوضاع الشرق الأوسط» وذلك في أحد مراكز البحوث بحضور ثلة من الباحثين والأكاديميين والخبراء المفكرين ومسؤولي الدوائر الحكومية والشركات والإعلاميين. وأخيرا في اليوم الثالث في 19 سبتمبر 2014 إنتقل الوفد لمدينة شانغهاي أين استقبلهم فيها رئيس الحزب الشيوعي الصيني في المدينة بحضور عدة رجال أعمال وشخصيات صينية وتم تنظيم مأدبة عشاء على شرف الوفد في مقر بلدية المدينة.
الزيارة الرسمية للهند
تلقى الغنوشي دعوة رسمية من الحكومة الهندية في 2014، وبدأت الزيارة الرسمية في 6 أبريل 2015 مع وفد من حركة النهضة وبه أساسا رفيق عبد السلام ومحمد بن سالم ورياض بالطيب. شهد اليوم الأول استقبال وفد من وزارة الخارجية الهندية وفد حركة النهضة فالمطار بحضور سفيرة الهند في تونس نجمة مليك، ثم التقى الوفد بوزيرة الخارجية سوشما سوراج، ثم ألقى الغنوشي محاضرة في معهد الدراسات الخارجية في جامعة دلهي حول «الربيع العربي والاستثناء التونسي»، وبعد ذلك تم زيارة ضريح السلطان همايون، تبعه لقاء بنائب رئيس الوزراء الهندي محمد حميد أنصاري، وفي آخر النهار تم تنظيم مأدبة عشاء رسمية على شرف الوفد من قبل المجلس الهندي للعلاقات الثقافية ساتيش ماهتا وذلك بحضور عدة رجال أعمال وسياسة وفكر هنود. 

في اليوم الثاني للزيارة في 7 أبريل 2015، قام الغنوشي بإلقاء محاضرة في مركز الملاحظ للأبحاث (ORF) في نيودلهي حضرها عدد من المثقفين والمفكرين من الهند وخارجها وذلك حول «الوضع في تونس عقب الثورة ودور حركة النهضة في إنجاح الانتقال السلمي من الوضع السابق إلى الوضع الديمقراطي»، ثم التقى بمقر مجلس الشعب في برلمان الهند بنائب رئيسه مونيسامي ثامبيدوراي وبعدة نواب آخرين عن مختلف الكتل والأحزاب داخله، وأخيرا تم تنظيم مأدبة عشاء من قبل وزير الخارجية الهندي السابق إيه أحمد مع عدة شخصيات فكرية وسياسية هندية على شرف الوفد. 

في اليوم الثالث والأخير من الزيارة في 8 أبريل 2015، قام راشد الغنوشي بتقديم لقاء وحوار مع التلفزيون الهندي الرسمي براسار بهاراتي وتحدث فيه حول تونس والانتقال الديمقراطي والحرية في تونس وسبل التعاون بين البلدين. وتوجه الوفد بعدها إلى جامعة عليكرة الإسلامية أين قدم الغنوشي محاضرة حول «الثورة التونسية والانتقال الديمقراطي ودور حركة النهضة فيه بفضل سياستها في التوافق والوفاق»، والتقى رئيس الجامعة ومدرسيها وطلابها وتم تكريمه من قبل الطلاب بدرع وشهادة، ومنحته هيئة التدريس العضوية الفخرية في الجامعة.
الزيارة الرسمية لفرنسا
تلقى الغنوشي دعوة رسمية من عدة مسؤولين فرنسيين للقيام بزيارة إلى فرنسا بين 21 و24 يونيو 2016 في وفد يرافقه فيه كل من رفيق عبد السلام وحسين الجزيري وسيدة الونيسي وأروى بن عباس ورضا إدريس. في 21 يونيو، بدأت الزيارة بلقاء إرفيه غيمار رئيس مجلس إقليم سافوا العام. ثم في 22 يونيو، التقى الغنوشي والوفد المرافق له بإليزابيث غيغو رئيسة لجنة العلاقات الخارجية في الجمعية الوطنية الفرنسية، ودار حوار بين الوفد وأعضاء اللجنة. بعد ذلك وفي نفس اليوم الثاني، التقى الغنوشي والوفد المرافق له وزير الخارجية جان مارك أيرولت وعدد من مسؤولي الوزارة، وقد دار الحديث حول تجربة الانتقال الديمقراطي في تونس والتحديات التي تواجهها، وعن العلاقات التونسية الفرنسية وسبل تطويرها، كما تطرق اللقاء أيضا إلى الأوضاع في المنطقة عموما، ثم قام الوفد بزيارة معهد الاستشراف الاقتصادي في دول البحر الأبيض المتوسط (IPEMED) أين عقد اجتماع مع رئيس المعهد وباحثين فيه. في 23 يونيو، التقى الغنوشي برئيس الجمعية الوطنية الفرنسية كلود بارتولون، بعدها أقيم اجتماع مع مجموعة الصداقة التونسية الفرنسية في الجمعية الوطنية. في المساء، التقى الغنوشي والوفد المرافق له بجان بيار رافاران رئيس لجنة العلاقات الخارجية في مجلس الشيوخ الفرنسي، ثم عقد اجتماع مع مجموعة الصداقة التونسية الفرنسية في مجلس الشيوخ. يوم 24 يونيو، زار الغنوشي ووفد الحركة معهد العالم العربي في باريس والتقى برئيسه جاك لانغ.
الزيارة الرسمية لإيطاليا
سافر الغنوشي لإيطاليا بدعوة من البرلمان الإيطالي وذلك بين 20 و23 أكتوبر 2016 وذلك رفقة رفيق عبد السلام وإيمان بن محمد وأسامة الصغير. التقى الغنوشي والوفد المرافق له بفابريزيو شيكيتو رئيس لجنة العلاقات الخارجية بمجلس النواب الإيطالي، وكذلك بير فيرديناندو غاسيني رئيس لجنة العلاقات الخارجية بمجلس الشيوخ الإيطالي، ثم التقى بجورجو نابوليتانو الرئيس الإيطالي السابق، وأخيرا تم تنظيم لقاء مع باولو جينتيلوني وزارة الشؤون الخارجية الإيطالية. ألقى الغنوشي محاضرة في مجلس الشيوخ حول تجربة الانتقال الديمقراطي في تونس.

## الحياة الخاصة
راشد الغنوشي متزوج من تونسية واسمها فاطمة الجويني. من هذا الزواج، رزقا بولدين وأربع بنات، وهم:
- معاذ: أكبر الولدين، مدير مكتب والده في الحزب، ويرافقه في عدة زيارات خارجية مثل منتدى دافوس في 2012.
- براء: ولد في 1980، واتبع دراسات حقوق في جامعة لندن، ومصادر التشريع الإسلامي في جامعة الأزهر في القاهرة. أحد مؤسسي شركة تسجيلات أوايكننغ العالمية.
- تسنيم: ابنته الكبرى، لديها دكتوراه بريطانية في علم الاجتماع.
- يسرى: ماجستير في الفيزياء الفلكية، وأنهت دكتوراه اختصاص الجندر في القرن 18 في الوطن العربي. الناطقة الرسمية الدولية باسم حركة النهضة، واستضيفت العديد من المرات في بي بي سي وسكاي نيوز.
- سمية: ماجستير في الفلسفة في جامعة لندن وباحثة في مدرسة الدراسات الشرقية والإفريقية في لندن، وكاتبة قارة في صحيفة الغارديان منذ 2006. متزوجة مع رفيق عبد السلام وزير الخارجية التونسي في حكومة حمادي الجبالي.
- انتصار: ابنته الصغرى، ولدت في 1985، لديها شهادة في الحقوق من جامعة كامبريدج وكلية لندن للاقتصاد، وتعمل محامية مختصة في حقوق الإنسان. متزوجة مع ضابط في الجيش الوطني التونسي متهم قبل الثورة التونسية في قضية براكة الساحل المشهورة.

يتمتع راشد الغنوشي بحماية أمنية شخصية من قبل أمن رئيس الدولة والشخصيات الرسمية التابع لرئاسة الجمهورية التونسية.

## المؤلفات

### مؤلفاته

غلاف كتاب المرأة بين القرآن وواقع المسلمين لراشد الغنوشي-المركز المغاربي للبحوث والترجمة

- إرهاصات الثورة، دار المجتهد للنشر والتوزيع، تونس، 280 صفحة، 2015.
- الديمقراطية وحقوق الإنسان في الإسلام، الدار العربية للعلوم ناشرون/مركز الجزيرة للدراسات، بيروت، 311 صفحة، 2012 (ردمك 9786140103139).
- الحريات العامة في الدولة الإسلامية (الجزء الثاني)، دار الشروق، القاهرة، 344 صفحة، 2012 (ردمك 9789770931165).
- تجربة نضال: حوارات جريئة في المواطنة والإصلاح وحقوق الإنسان والنهضة ونقد التطرف، مركز الناقد الثقافي، دمشق، 304 صفحة، 2011 (ردمك 9789933431396).
- الحركة الإسلامية: رؤية نقدية (تأليف مشترك مع البشير وولد منصور والعتباني والشنقيطي ونوح، حرره مصطفى الحباب)، مؤسسة الانتشار العربي، بيروت، 192 صفحة، 2011.
- الوسطية السياسية عند الإمام يوسف القرضاوي، مركز الناقد الثقافي، دمشق، 144 صفحة، 2009.
- مسيرة الصحوة الإسلامية، مركز الراية للتنمية الفكرية، لندن، 224 صفحة، 2005.
- من تجربة الحركة الإسلامية في تونس، المركز المغاربي للبحوث والترجمة، لندن، 350 صفحة، 2001.
- تمرد على الممنوع: نقد الصمت والبوح بالمسكوت عنه ، الناشر بلا حدود، 152 صفحة، 2001.
- الحركة الإسلامية ومسألة التغيير، المركز المغاربي للبحوث والترجمة، لندن، 141 صفحة، 2000.
- المرأة بين القرآن وواقع المسلمين، المركز المغاربي للبحوث والترجمة، لندن، 129 صفحة، 2000.
- مقاربات في العلمانية والمجتمع المدني، المركز المغاربي للبحوث والترجمة، لندن، 198 صفحة، 1999.
- القدر عند ابن تيمية، مركز الراية للتنمية الفكرية، لندن، 144 صفحة، 1999.
- المبادئ الأساسية للديمقراطية وأصول الحكم الإسلامي، دار الفرقان، الدار البيضاء، 37 صفحة، 1994 (ردمك 9981-811-10-6).
- حقوق المواطنة: حقوق غير المسلم في المجتمع الإسلامي، المعهد العالمي للفكر الإسلامي، هيرندون، 140 صفحة، 1993.
- الحريات العامة في الدولة الإسلامية (الجزء الأول)، مركز دراسات الوحدة العربية، بيروت، 382 صفحة، 1993.
- المرأة المسلمة في تونس بين توجيهات القرآن وواقع المجتمع التونسي، دار القلم، مدينة الكويت، 170 صفحة، 1993.
- حركة الاتجاه الإسلامي في تونس: بحوث في معالم الحركة مع تحليل ونقد ذاتي (3)، دار القلم، الكويت، 1989.
- الحركة الإسلامية والتحديث (مع حسن الترابي)، دار الجيل، بيروت، 78 صفحة، 1984.
- مقالات: حركة الاتجاه الإسلامي بتونس، دار الكروان، باريس، 1984.
- القضية الفلسطينية على مفترق طريقين، 76 صفحة، 1983.
- حق الاختلاف وواجب وحدة الصف، 1983.
- طريقنا إلى الحضارة، منشورات المعرفة، تونس العاصمة، 79 صفحة.
- نحن والغرب.
- حقوق المواطنة في الدولة الإسلامية.
- تمرد على الصمت.

وقد ترجم بعض من كتبه إلى لغات أجنبية، كالإنجليزية، والفرنسية، والتركية، والإسبانية والفارسية.

### مؤلفات حوله
- قصي صالح الدرويش، حوارات: راشد الغنوشي، خليل ميديا سيرفيس، لندن، 1992.
- ياسر الزعاترة، حوار المرحلة مع الشيخ راشد الغنوشي، منشورات فلسطين المسلمة، لندن، 1996.
- (بالإنجليزية) عزام التميمي، Rachid Ghannouchi: a democrat within Islamism (راشد الغنوشي: ديمقراطي داخل الإسلام السياسي)، دار نشر جامعة أكسفورد، أكسفورد، 2001.
- حسام الشريف، تمرد على الممنوع: نقد الصمت والبوح بالمسكوت عنه، مركز الراية للتنمية الفكرية، دمشق، 2001.
- يحيى أبو زكريا، الحركة الإسلامية في تونس: من الثعالبي وإلى الغنوشي، دار ناشري للنشر الإلكتروني، لندن، 2003.
- (بالفارسية) هادي خسروشاهي، بیداری اسلامی در تونس وراشد الغنوشی (الصحوة الإسلامية في تونس وراشد الغنوشي)، موسسه بوستان كتاب، قم، 2013 (ردمك 9789640914434).
- محمد عصام زيدان، المواطنة والدولة المدنية في الفكر الإسلامي المعاصر: راشد الغنوشي نموذجاً، دار سائر المشرق، بيروت، 2014 (ردمك 9789953569499).
- (بالفرنسية) أوليفييه رافانيلو، Entretiens d'Olivier Ravanello avec Rached Ghannouchi (حوارات أوليفييه رافانيلو مع راشد الغنوشي)، بلون، باريس، 2015 (ردمك 978-2259230612).
- محمد الصالح الضاوي، المكون السلفي في عقيدة الشيخ راشد الغنوشي، دار عليسة، تونس، 2016 (ردمك 9789973621672).

## مقالات ذات صلة
- حركة النهضة (تونس)
- الإخوان المسلمون
- الثورة التونسية
- الانتقال الديمقراطي في تونس